# Брандуб мак Эхах
Брандуб мак Эхах (др.‑ирл. Brandub mac Echach; убит в 605 или 608) — король Уи Хеннселайг (595/598—605/608) и король Лейнстера (не позднее 597—605/608). Один из главных персонажей «королевского цикла» ирландских саг.

## Биография

### Происхождение
Брандуб был сыном Эху мак Муйредайга, правителя небольшого лейнстерского королевства Уи Хеннселайг. Он принадлежал к септу Уи Фелмеда, родоначальником которого был прапрапрадед Брандуба, король Лейнстера Энда Кеннсалах. Земли Уи Фелмеда находились на севере современного графства Карлоу.
В средневековом манускрипте XII века «Rawlinson B 502» сохранилась ирландская сага «Рождение Брандуба, сына Эху, и Аэдана, сына Габрана» (др.‑ирл. Gein Branduib maic Echach ocus Aedáin maic Gabráin). Согласно этому историческому источнику, написанному, вероятно, в XI веке, Эху мак Муйредайг, изгнанный из Ирландии своим братом, королём Уи Хеннселайг Фаэланом, нашёл убежище при дворе короля Дал Риады Габрана. Здесь у него и его супруги Фейдхильм родились близнецы, Брандуб и Айдан. Последний из них, с согласия Эху, был усыновлён королём Габраном, имевшим только дочерей. В обмен дал-риадский монарх передал Эху одну из своих только что родившихся дочерей. Когда король Фаэлан скончался, Эху возвратился в Ирландию и овладел властью над Уи Хеннселайг. Позднее, когда король Айдан вторгся в Лейнстер, Фейдхильм открыла ему тайну его рождения, после чего король Дал Риады заключил мир со своим единоутробным братом Брандубом.
Неизвестно, насколько свидетельства саги соответствовали реальным событиям. В саге король Фаэлан назван братом Эху. Однако из списка правителей Уи Хеннселайг, сохранившемся в «Лейнстерской книге», известно, что предшественником Эху был его дальний родственник, король Фаэлан мак Силайн, принадлежавший к роду, основателем которого был Кримтанн мак Эндай. Возможно, упомянутое в саге родство правителей Лейнстера и Дал Риады VI—VII веков является отражением тесных ирландско-шотландских связей более позднего времени (например, XI—XII веков).
По свидетельству «Лейнстерской книги», после смерти короля Эху мак Муйредайга престол Уи Хеннселайг перешёл к Фораннану мак Маэл Удиру, правившему землями Южного Лейнстера четыре года во второй половине VI века. Брандуб мак Эхах был преемником этого Фораннана. В «Лейнстерской книге» Брандуб наделён десятью годами правления, что должно относить время получения им власти над Уи Хеннселайг к 595 или 598 году.

### Получение лейнстерского престола

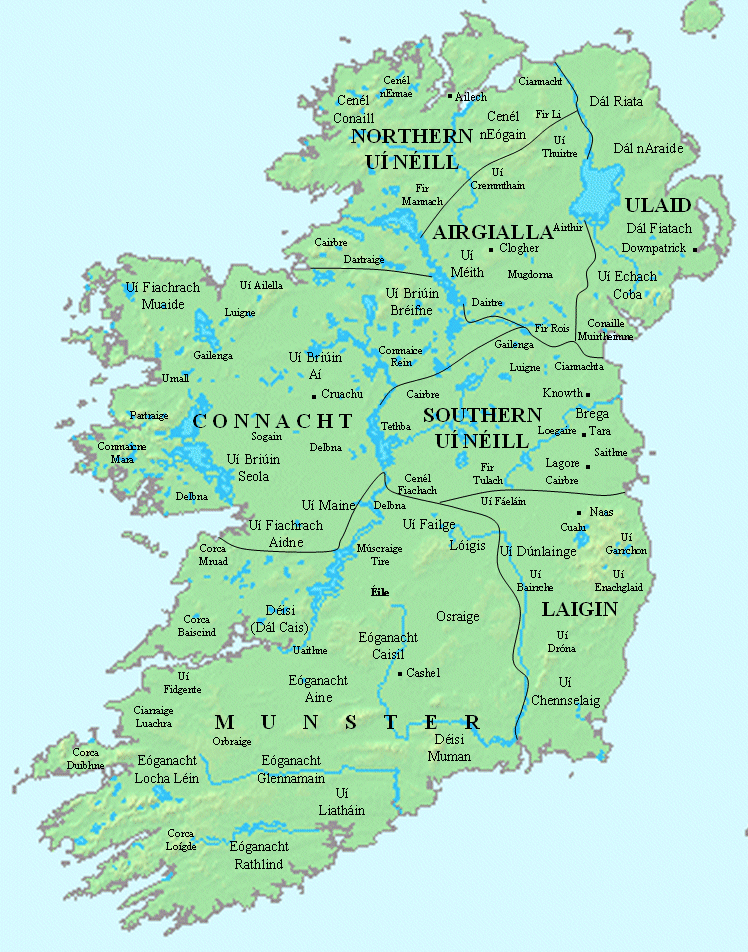
Ирландия в Раннее Средневековье

Первое упоминание о Брандубе мак Эхахе в ирландских анналах датировано 590 годом, когда он одержал победу в сражении при Маг Охтайре (современном Клонкарри в графстве Килдэр). В «Анналах Ульстера» и «Анналах Тигернаха» утверждается, что противником лейнстерцев были Уи Нейллы, а в «Анналах Инишфаллена» — мунстерцы.
Вскоре после этой победы Брандуб овладел властью и над всем Лейнстером. В списке монархов этого королевства из «Лейнстерской книги» он наделён теми же десятью годами правления, что и в качестве главы Уи Хеннселайг. Предшественником Брандуба этот источник называет короля Аэда. О том, кто был этот Аэд, средневековые источники сообщают различную информацию. По одним данным, это был Аэд Керр из рода Уи Дунлайнге, скончавшийся, по мнению современных историков, в 591 или 595 году. По другим данным, это был Аэд Чёрный, в 591 или 592 году отрёкшийся от лейнстерского престола и позднее причисленный к лику святых. Предполагается также, что предшественником Брандуба мог быть и Аэд Дибхине из рода Уи Майл. Не вызывает сомнения только то, что Брандуб уже правил Лейнстером в 597 году, когда он впервые упоминается в таком качестве в анналах.

### Битва при Дун Болге
В средневековых источниках Брандуб мак Эхах представлен главным врагом верховного короля Ирландии Аэда мак Айнмереха, правителем, боровшимся против экспансии Северных Уи Нейллов в восточные области Ирландии. Согласно ирландским анналам, поэме «Битва при Дун Болге» (др.‑ирл. Cath (Belaig) Duine Bolc), сохранившейся в составе «Жёлтой книги Лекана», и саге «Борома», причиной конфликта между Брандубом и Аэдом было намерение верховного короля получить с лейнстерцев традиционную дань скотом, которую правитель Лейнстера отказался платить.
Вражда между двумя правителями ещё более усугубилась, когда в 597 году по приказу Брандуба в селении Дун Бухат был убит сын короля Аэда Куммасках. Поводом для убийства анналы называют требование совершавшего «княжеский объезд» Куммаскаха провести ночь с женой короля Лейнстера. В основе этого притязания лежал древний ирландский обычай, согласно которому, при посещении своего данника верховный король имел право на близость с его супругой. Согласие на подобный акт подразумевало полное подчинение местного правителя воле верховного короля Ирландии.
В ответ Аэд мак Айнмерех совершил поход в Лейнстер, намереваясь отомстить Брандубу мак Эхаху за убийство своего сына. В этом походе верховного короля сопровождали айргиалльцы во главе со своим королём Бекком мак Куанахом. Опустошая всё на своём пути, войско Аэда и Бекка дошло до окрестностей Донарда. Король Брандуб предпринял несколько попыток примириться с Аэдом, используя в качестве посредника епископа Айдана (или Медока) из Глендалоха. Однако все его усилия заключить мир оказались безуспешными.
В результате, в «четвёртые иды января» (10 января) 598 года армия Аэда мак Айнмереха и войско Брандуба мак Эхаха сошлись в битве у селения Дун Болг (современный Дуйнбойк в графстве Уиклоу). В этом сражении войско верховного короля потерпело сокрушительное поражение. Аэд, Бекк мак Куанах и многие знатные лица пали на поле боя. Согласно преданиям, лейнстерцы и их союзники ульстерцы хитростью одержали победу над Аэдом: проникнув в лагерь верховного короля под предлогом доставки провизии, воины Брандуба внезапно напали на своих ничего не подозревавших врагов и одержали над ними решительную победу. Убийцей короля Аэда называют или самого Брандуба, или его приближённого Рона Керра. Успех в битве при Дун Болге не только позволил Брандубу остановить экспансию Уи Нейллов на лейнстерские земли, но и отвоевать некоторые утерянные ранее территории.
Предания сообщают, что в благодарность за содействие Брандуб мак Эхах передал Айдану селение Фернс, где тем был основан монастырь. Сам же Айдан упоминается в агиографических текстах как друг и советник лейнстерского короля.

### Последние годы
Прекращение нападений Уи Нейллов на лейнстерские земли позволило Брандубу мак Эхаху самому начать походы на прилегавшие к его владениям территории. В «Лейнстерской книге» упоминаются «семь ударов по Бреге», осуществлённых примерно в это время, в результате которых лейнстерцам удалось занять часть завоёванных Уи Нейллами земель. Об одном из таких походов, совершённом в 599 году, сохранились сведения в «Анналах Тигернаха».
В 605 году Брандуб мак Эхах потерпел поражение в сражении при Слабре от верховного короля Ирландии Аэда Уариднаха из рода Кенел Эогайн. Поводом для битвы стало требование Аэдом традиционной дани (боромы), которую лейнстерцы выплачивали скотом верховным королям Ирландии.
Вскоре после этого Брандуб мак Эхах погиб в битве при Дамхлуайне, сражаясь против собственного зятя Сарана Саэлбдерка. По свидетельству преданий, Саран впоследствии раскаялся в совершённом им убийстве тестя. Тело лейнстерского монарха было похоронено святым Айданом в его монастыре в Фернсе. Современные историки датируют гибель короля Брандуба 605 или 608 годом. Хотя в «Лейнстерской книге» преемником Брандуба назван его убийца Саран Саэлбдерк, в действительности новым правителем Лейнстера стал Ронан мак Колмайн, а власть над Уи Хеннселайг унаследовал Коналл мак Аэдо, двоюродный дядя Брандуба.

### Потомки
Брандуб мак Эхах был родоначальником лейнстерского септа Фир Тулах Миде, земли которого располагались на территории современного графства Уэстмит. К Брандубу возводили свои родословные и лейнстерские короли XI—XII веков, происходившие из септа Уи Фелмеда. Хотя из средневековых генеалогических трактатов известно, что тот не был их прямым предком, эти монархи предпочитали считать себя не потомками малоизвестных лейнстерских правителей, а наследниками власти столь влиятельного монарха, каким в их понимании был король Брандуб.